# I Don't Wanna Get Drafted/Ancient Armaments
I Don't Wanna Get Drafted è un singolo di Frank Zappa originariamente pubblicato nel 1980 che raggiunse la terza posizione in Svezia.

## Il disco
Tommy Mars racconta che la composizione nacque da un riff di chitarra suonato insistentemente da Zappa, da cui derivò la progressione d'accordi per la melodia della strofa, secondo una prassi tipica dell'autore in questione.
Alcuni giorni dopo, nel corso di una pausa dalle prove con il suo gruppo, Frank trasse ispirazione per il testo da una notizia televisiva riportata dal cantante Ike Willis, in base alla quale l'amministrazione Carter sarebbe stata intenzionata a ripristinare il servizio militare obbligatorio. Le session d'incisione furono effettuate nel febbraio 1980 agli studi Ocean Way Recorders di Hollywood.
La Mercury Records (che al tempo era autorizzata a distribuire il materiale registrato dal compositore italoamericano con la propria etichetta Zappa Records) si rifiutò di pubblicare la traccia per i suoi contenuti antimilitaristi. Per tutta risposta Zappa fece causa alla casa discografica per poi ottenere l'annullamento del contratto, subito dopo firmò un accordo di distribuzione con la CBS. La major pubblicò I Don't Wanna Get Drafted come singolo ponendo sul Lato B Ancient Armaments uno strumentale chitarristico tratto da un concerto al Palladium di New York del 31 ottobre 1978 con durata ridotta per rispettare i limiti imposti dal formato (45 giri o EP); mentre l'esecuzione completa di questa composizione è stata in seguito collocata in apertura del live postumo Halloween (2003) la versione edita compare nell'antologia del 2008 The Frank Zappa AAA.FNR.AAA Birthday Bundle 21.Dec.2008. Successivamente il brano sul Lato A fu reinciso dall'autore tra il luglio e il settembre del 1980 nello studio personale del compositore, cioè lo Utility Muffin Research Kitchen: questa nuova edizione fu inserita nell'album You Are What You Is con titolo mutato in Drafted Again. La versione originale, per anni inedita su album o cd, fu "recuperata" dallo Zappa Family Trust nella raccolta del 1996 The Lost Episodes.

## Musicisti

### I Don't Wanna Get Drafted (Febbraio 1980)
- Frank Zappa - chitarra
- Tommy Mars - tastiere
- Arthur Barrow - basso
- Vinnie Colaiuta - batteria
- Terry Bozzio - canto
- Dale Bozzio - canto
- Ray White - canto
- Ike Willis - canto

### Drafted Again (Luglio/Settembre 1980)
- Frank Zappa - voce solista
- Ahmet Zappa - voce solista
- Moon Zappa - voce solista
- Jimmy Carl Black - voce
- Mark Pinske - voce
- Motorhead Sherwood - snorks (=sbuffate col naso durante una risata[5])
- Ike Willis - cori, chitarra ritmica
- Ray White - cori, chitarra ritmica
- Bob Harris - cori, tromba
- Denny Walley - cori
- Steve Vai - stunt guitar
- Tommy Mars - tastiere
- Arthur Barrow - basso
- David Logeman - batteria

### Ancient Armaments (31 ottobre 1978)
- Frank Zappa - chitarra solista
- Denny Walley - slide guitar
- Tommy Mars - tastiere
- Peter Wolf - tastiere
- Ed Mann - percussioni
- Arthur Barrow - basso
- Patrick O'Hearn - basso
- Vinnie Colaiuta - batteria